# GWR 4073 Class 4073 Caerphilly Castle

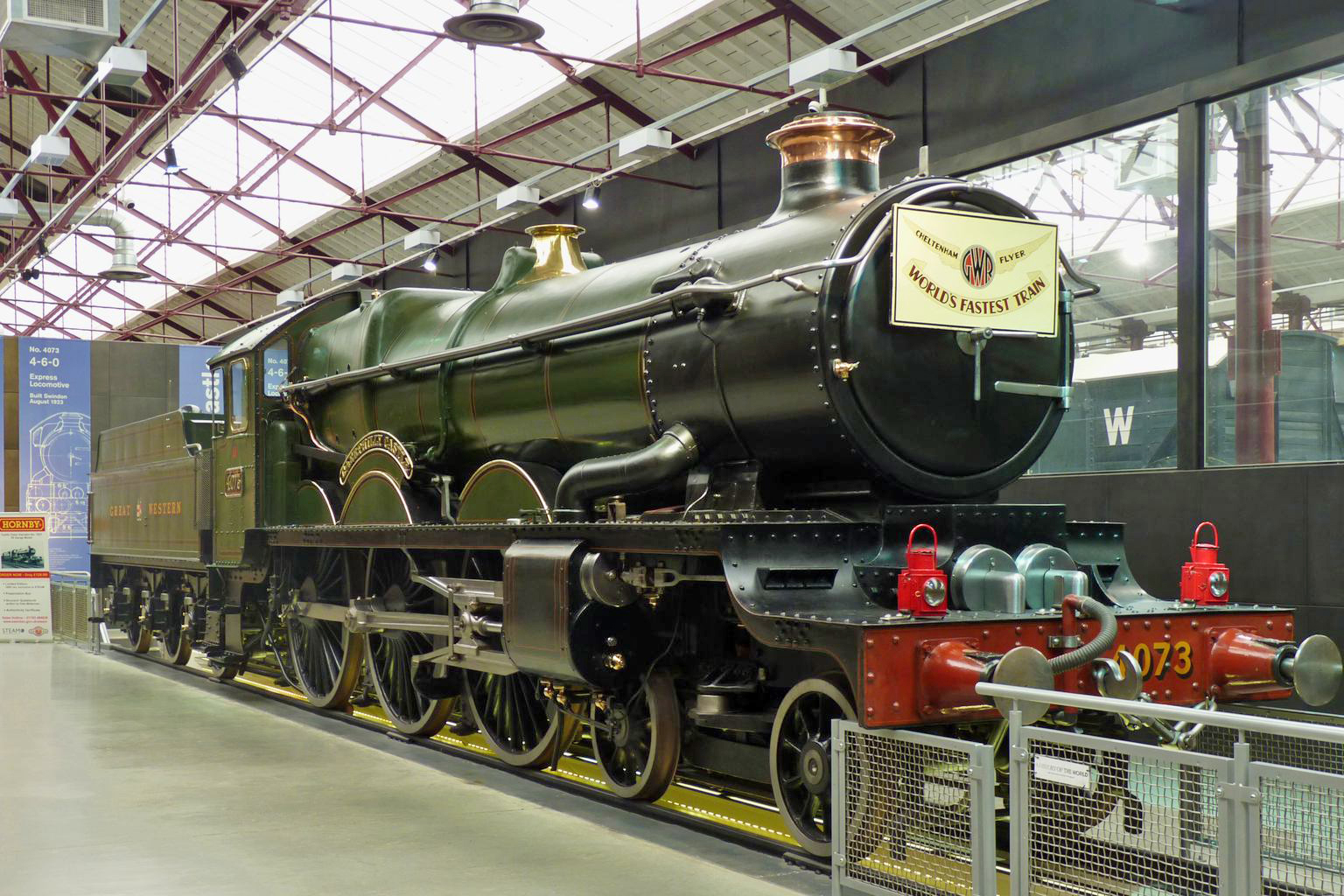
Caerphilly Castle в музее Great Western Railway

Caerphilly Castle (с англ. — «Замок Кайрфилли») — паровоз серии GWR 4073 Class, построенный в 1923 году.
Первый локомотив в своей серии. После непродолжительной эксплуатации с апреля по октябрь 1924 года экспонировался на Британской имперской выставке в Уэмбли. Первоначально был приписан к депо Old Oak Common. В августе 1950 года переведён в пролить распределение Bath Road в Бристоле. Последним депо стало в марте 1959 года Cardiff Canton.
Выведен из эксплуатации в мае 1960 года и включен в состав Национальной коллекции. Для экспонирования прошёл ремонт в Swindon Works и 2 июня 1961 года был официально передан Ричарду Бичингу, директору Музея науки, на вокзале Паддингтон. Через два дня паровоз был доставлен в музей в Кенсингтоне, где получил специально отведённое место транспортной секции.
После решения Музея науки обновить экспозицию и сосредоточиться на работающих и интерактивных экспонатах, локомотив был передан суиндонский Музей Great Western Railway. Перед переездом паровоз некоторое время экспонировался в Национальном железнодорожном музее в Йорке и прибыл в Суиндон к моменту открытия музея 22 июня 1962 года.